# Borås Stadshus Aktiebolag
Borås Stadshus Aktiebolag är ett svenskt förvaltningsbolag som agerar moderbolag för de verksamheter som Borås kommun har valt att driva i aktiebolagsform. Bolaget ägs helt av kommunen.

## Bolag
Källa: 
- Akademiplatsen AB (100%)
- Borås Borås TME AB (91%)
- Borås Djurpark & Camping AB (100%)
- Borås Elnät AB (100%)
- Borås Energi och Miljö AB (100%)
- Borås kommuns parkeringsaktiebolag (100%)
- Industribyggnader i Borås Aktiebolag (100%)
- Inkubatorn i Borås AB (100%)
- Nätkraft Borås AB (100%)